# 오아라이정
오아라이정(일본어: 大洗町 오아라이마치[*])은 일본 이바라키현 동부의 태평양 연안에 있는 히가시이바라키군의 정이다.

## 개요
이바라키현 해안선의 거의 중앙에 위치한 항구도시로, 이바라키항 오아라이항구(구 오아라이항)가 있다. 도마코마이항과 정기 페리가 취항하고 있으며, 일본 수도권과 홋카이도를 잇는 해상 교통의 거점이다.
연간 약 440만 명이 방문하는 이바라키현 내에서도 손꼽히는 관광지로 아쿠아 월드 오아라이(구 오아라이 수족관), 오아라이 이소마에 신사, 오아라이 시사이드 스테이션 등의 관광-상업 시설, 기타칸토 최대 규모의 오아라이 선비치 해수욕장 등으로 유명하며, 2012년 방영된 애니메이션 '걸스&팬츠' 의 무대가 되어 이른바 성지 순례지로도 주목받고 있다.
아쿠아 월드, 오아라이, 오아라이 기전신사, 이바라키항-도마코마이항 간의 페리나 해수욕장, 리조트 아울렛 등으로 알려져 있다. 또 도카이촌과 함께 많은 원자력 관련 시설이 존재한다.

## 지리
이바라키현의 중앙부, 미토시의 남쪽에 위치하고 간토평야에 속하고 있다. 정 동부에는 호수의 크기로는 전국 30위에 들어가는 히누마가 있었고 그 히누마를 향해 히누마강, 히누마마에강이 정의 중심부를 흐르고 있다. 철도는 지나지 않지만 북부를 기타칸토 자동차도가 지나고 두 개의 인터체인지가 있다.

## 역사
- 1889년 4월 1일 - 정촌제 시행으로 이소하마정, 오아라이정, 나쓰미촌이 성립하였다.
- 1894년 1월 26일 - 나쓰미촌이 정으로 승격해 나쓰미정이 되었다.
- 1954년 11월 3일 - 이소하마정과 오누키정이 합병해 오아라이정이 성립하였다.
- 1985년 3월 14일 - 가시마 임해 철도 오아라이카시마선이 개통하였다.

## 인구
| 연도 | 인구   | ±%    |
| ---- | ------ | ----- |
| 1950 | 23,193 | —     |
| 1960 | 22,290 | −3.9% |
| 1970 | 21,654 | −2.9% |
| 1980 | 21,244 | −1.9% |
| 1990 | 20,745 | −2.3% |
| 2000 | 19,957 | −3.8% |
| 2010 | 18,331 | −8.1% |

## 교통

### 철도
- 가시마 임해 철도 오아라이카시마선

### 도로
- 국도 제51호선
- 국도 제124호선